# Jan Kasjan (Tunaru)
Jan Kasjan, imię świeckie Liviu Ionel Tunaru (ur. 20 lutego 1969 w Comănești) – duchowny Rumuńskiego Kościoła Prawosławnego, od 2016 biskup Kanady. 

## Życiorys
Święcenia diakonatu przyjął 1 czerwca 2001, a prezbiteratu dzień później. Chirotonię biskupią otrzymał 2 marca 2006. W latach 2006–2016 był wikariuszem eparchii Ameryki, z tytułem biskupa vicińskiego. W czerwcu 2016 r. był członkiem delegacji Patriarchatu Rumuńskiego na Święty i Wielki Sobór Kościoła Prawosławnego. W październiku tegoż roku, w związku z utworzeniem eparchii Kanady, został jej pierwszym ordynariuszem.